# 沧海观
沧海观俗称海庙，是位于山东省青岛市崂山区沙子口街道姜哥庄社区东侧海岸的一座祭祀东海龙王、媽祖的庙宇。2013年，列为第七批全国重点文物保护单位崂山道教建筑群中的11座建筑之一。
始建于明朝崇祯七年（1634年），有三间大殿，原祭祀东海龙王和三官大帝。清朝光绪年间，在庙后增建天后圣母殿。农历正月十三，有廟會活动。
1954年，部队占用部分房屋。文化大革命时期，文物多被毁坏，部队占用房屋。或说，房屋被拆除。1998年，沧海观列为崂山区文物保护单位。1999年，重新修复沧海观，恢复庙会活动。2007年，列为山东省文物保护单位。
沧海观现有正殿3间，左右偏殿各2间，为单檐歇山顶建筑。殿中供有妈祖、龙王等画像。文物保护管理机构为崂山区文化和旅游局。